# 柳原和子
柳原 和子（やなぎはら かずこ、1950年3月19日 - 2008年3月2日）は、日本のノンフィクション作家。東京都生まれ。東京女子大学文理学部社会学科卒業。
カンボジアの難民キャンプのレポートなどを雑誌に発表、世界中を回ってノンフィクションの筆をとる。
1997年、がんに罹り、奇跡的な生還を遂げ、以後は“がん患者学”、医療過誤などの問題に取り組む。2004年にがんが再発。多発転移し、放射線治療やラジオ波焼灼術治療により一時回復したものの、再再発し2008年死去。母も同じくがん（卵巣がん）で亡くなっている。

## 著書
- 『カンボジアの24色のクレヨン』晶文社 1986
- 『二十歳もっと生きたい』福嶋あき江、柳原編 草思社 1987
- 『「在外」日本人』晶文社 1994 のち講談社文庫
- 『がん患者学 長期生存をとげた患者に学ぶ』晶文社 2000　のち中公文庫
- 『がん生還者たち 病から生まれ出づるもの』中央公論新社 2002　「がん患者学3」中公文庫
- 『私のがん養生ごはん 告知されたその日からはじめる』主婦と生活社 2003
- 『がん患者学 2』中公文庫 2004
- 『百万回の永訣 がん再発日記』中央公論新社 2005　のち文庫
- 『さよなら、日本』ロッキング・オン 2007
- 『柳原和子もうひとつの「遺言」 がん患者に贈る言葉と知恵』工藤玲子編著 マーブルトロンマーブルブックス編集部 2012

## 出演
- 『百万回の永訣『柳原和子』がんを生き抜く』（NHK、2006年）

## 参考
- 『文藝年鑑』2008年